# 親王 (德國)
親王（Fürst）是德國歷史上的一個貴族頭銜等級，低於「公爵」（Herzog）、高於「伯爵」（Graf）。廣義的Fürst則泛指神聖羅馬帝國中任何位階低於國王（König）的諸侯國君主，包含公爵、領地伯爵（Landgraf）、藩侯（Markgraf）等。有時候神聖羅馬皇帝會授予貴族帝國親王（Reichsfürst）的頭銜，帝國親王擁有出席帝國議會與投票的權利。德國君主制於1918年廢除後，現今仍使用Fürst的僅有列支敦斯登君主，其頭銜為Fürst von und zu Liechtenstein，多譯為列支敦斯登親王。

## 另見
- 帝國親王
- 德國貴族